# Бугровское городское поселение
Бугро́вское городско́е поселе́ние — муниципальное образование в составе Всеволожского района Ленинградской области. Административный центр — город Бугры.

## География
Общая площадь: 38,75 км²
- Нахождение: западная часть Всеволожского района
  - Граничит:
    - на севере — с Агалатовским сельским поселением
    - на северо-востоке — с Токсовским городским поселением
    - на востоке — с Кузьмоловским городским поселением
    - на юго-востоке — с Муринским городским поселением
    - на юго-западе — с Калининским и Выборгским районами Санкт-Петербурга
    - на западе — с Юкковским сельским поселением

По территории поселения проходят автодороги:
- А121 «Сортавала» (Санкт-Петербург — Сортавала — автомобильная дорога Р-21 «Кола»)
- 41К-075 (Юкки — Кузьмоловский)
- 41К-200 (подъезд к санаторию «Сярьги»)
- 41К-316 (Порошкино — Капитолово)
- 41К-334 (подъезд к дер. Мендсары)

Расстояние от административного центра поселения до районного центра — 35 км.

## История
Бугровский сельсовет был образован на основании решения исполкома Леноблсовета № 300 от 23 октября 1989 года.
В состав вновь образованного сельсовета, общей численностью населения 4457 человек, вошли: посёлок Бугры, деревни Капитолово, Корабсельки, Мендсары, Мистолово, Порошкино, Савочкино, Сярьги и Энколово.
Деревни Мендсары и Порошкино были переданы в состав вновь образованного сельсовета из состава Юкковского сельсовета, остальные населённые пункты — из состава Муринского сельсовета.
В январе 1994 года постановлением главы администрации Ленинградской области было изменено название административно-территориальной единицы районов Ленинградской области «сельсовет» на исторически традиционное — «волость».
1 января 2006 года в соответствии с областным законом № 17-оз от 10 марта 2004 года образовано Бугровское сельское поселение, в его состав вошла территория бывшей Бугровской волости.
18 июня 2024 года, на основании закона Ленинградской области № 66-оз «Об административно-территориальных преобразованиях во Всеволожском муниципальном районе Ленинградской области в связи с изменением категории населенного пункта Бугры и о внесении изменений в отдельные областные законы» от 08.06.2024, Бугровское сельское поселение было преобразовано в городское поселение.

## Население
| 2006    | 2010    | 2011    | 2012    | 2013    | 2014    | 2015    |
| ------- | ------- | ------- | ------- | ------- | ------- | ------- |
| 6100    | ↗8752   | ↗8783   | ↗9102   | ↗9465   | ↗10 401 | ↗11 125 |
| 2016    | 2017    | 2018    | 2019    | 2020    | 2021    | 2023    |
| ↗11 746 | ↗12 373 | ↗13 361 | ↗16 389 | ↗20 642 | ↗26 856 | ↗32 050 |
| 2024    | 2025    |         |         |         |         |         |
| ↗35 537 | ↗39 549 |         |         |         |         |         |

## Состав городского поселения
На территории поселения находятся 9 населённых пунктов:
| № | Населённый пункт | Тип населённого пункта        | Население      |
| - | ---------------- | ----------------------------- | -------------- |
| 1 | Бугры            | город, административный центр | ↗34 617 (2025) |
| 2 | Капитолово       | деревня                       | ↗468 (2017)    |
| 3 | Корабсельки      | деревня                       | ↗227 (2017)    |
| 4 | Мендсары         | деревня                       | ↗188 (2017)    |
| 5 | Мистолово        | деревня                       | ↗174 (2017)    |
| 6 | Порошкино        | деревня                       | ↗946 (2017)    |
| 7 | Савочкино        | деревня                       | ↗25 (2017)     |
| 8 | Сярьги           | деревня                       | ↗272 (2017)    |
| 9 | Энколово         | деревня                       | ↗426 (2017)    |